# 牧野博之
牧野 博之（まきの ひろし）は、日本の電子情報工学者。大阪工業大学情報科学部情報知能学科元教授。工学博士（東京大学）。元電子情報通信学会ICD/ITE-ISTケアテイカー、元電気関係学会関西連合大会(KJCIEE)G9(電子情報通信学会部門：電子回路・集積回路・ハードウェア設計)座長。
専門は、LSI・量子コンピュータ、ナノマイクロシステム工学、計算機科学（特にモンテカルロシミュレーション）など。

## 経歴
大阪府出身。1983年京都大学理学部物理学科卒業。三菱電機システムLSI開発研究所、ルネサステクノロジ製品技術本部設計技術統括部などで研究員としてLSI開発に従事。1997年工学博士（東京大学）。2008年大阪工業大学情報科学部コンピュータ科学科に着任。同学部情報知能学科教授、同学科長などを経て、2025年大阪工業大学退官。
大阪工業大学情報科学部（コンピュータ科学科・情報知能学科）にて、15年以上の長きに渡り教鞭を執り、電子情報工学（特にLSI）・計算機科学に関する研究育成に貢献した。退官後は大阪学院大学大学院教授を務める。
主な所属学会は、電子情報通信学会、IEEE、応用物理学会など。主な受賞は、Best Paper Award(IEEE International Conference on Computer Design 1993)、Best Paper Award(IEEE International Conference on Microelectronic Test Structures 2007)など。主な著書は、半導体LSI技術（共著、共立出版2012、単行本）。

## 主な研究
- 適応的電圧最適化によるLSIの動作歩留まり向上に関する研究
- モンテカルロシミュレーションによるSRAMの動作限界見極めに関する研究
- ばらつきを考慮したSRAMメモリセルの動作範囲拡大の検討[5]
- 可逆計算による状態変化と断熱SRAMとの同等性 - NTTマイクロシステムインテグレーション研究所との共同研究
- 伝達関数の計算によるADPLLの低位相雑音設計
- 断熱充電回路を用いた高効率エネルギー蓄電技術の開発

情報科学の対外啓蒙活動として、高知大学情報科学コース集中講義2013（計算機科学・システムソフトウエア論）で講師を務めている。